# Bouasone Bouphavanh
Bouasone Bouphavanh (ບົວສອນ ບຸບຜາວັນ), né le 3 juin 1954 à Ban Tao Poun, est un homme d'État laotien. Il est Premier ministre du Laos de 2006 à 2010. 

## Biographie
Originaire de la province de Saravane, Bouasone Bouphavanh poursuit ses études en Union soviétique. Étudiant également au Laos, il milite en 1975 contre le gouvernement du roi Savang Vatthana, peu avant la victoire du Pathet Lao. Considéré comme un protégé de l'ancien président Khamtay Siphandone, il est troisième vice-Premier ministre, puis premier vice-Premier ministre à partir du 3 octobre 2003.
L'Assemblée nationale l'élit Premier ministre le 8 juin 2006. Après quatre ans dans cette fonction, il démissionne en décembre 2010 et Thongsing Thammavong lui succède.